# Demi-finales de la ligue mondiale de hockey sur gazon masculin 2014-2015
Navigation
2012-2014 2016-2017
Les Demi-finales de la Ligue mondiale de hockey sur gazon masculin sont les troisièmes étapes de l'édition 2014-2015 de la Ligue mondiale de hockey sur gazon. Il prend place en juin et juillet 2015. Un total de 20 équipes en compétition en 2 groupes de 10 équipes dans cette manche du tournoi joué pour 7 places à la finale qui sera jouée entre le 27 novembre et 6 décembre 2015 à Raipur en Inde.
Cette manche sert aussi à se qualifier pour les Jeux olympiques 2016 aux 6 équipes les mieux classées à l'exception du pays hôte et les cinq champions continentaux sont également qualifiés.
Neuf équipes classées entre la première et la onzième place du classement mondial courant à l'heure de recherches d'entrées pour la compétition automatiquement qualifiées, s'ajoutent neuf équipes qualifiées venant du deuxième tour et deux pays hôtes (dont un dans chaque groupe),.
Les 20 équipes suivantes montrées avec le Classement mondial du 23 mars 2015 avant le tournoi, lors de la composition des poules pour les équipes qualifiées pour les demi-finales de la Ligue mondiale.

## Format
Les dix équipes (dans chaque groupe) sont réparties en deux poules de cinq équipes chacune. Toutes les équipes se rencontrent au sein de chaque poule (dans chaque groupe). Trois points sont attribués pour une victoire, un pour un match nul et aucun pour une défaite. Les quatre premières équipes de chaque poule sont qualifiées pour les quarts de finale tandis que les dernières équipes de chaque poule s'affrontent en match pour la neuvième place.

## Équipes qualifiées
| Événement                                                                 | Dates                    | Lieu      | Quotas | Qualifiés |
| ------------------------------------------------------------------------- | ------------------------ | --------- | ------ | --- |
| Pays hôtes                                                                | NC                       | NC        | 2      | Belgique (4) Argentine (6) |
| Classement mondial                                                        | NC                       | NC        | 9      | Australie (1) Pays-Bas (2) Allemagne (3) Grande-Bretagne (5) Nouvelle-Zélande (7) Corée du Sud (8) Inde (9) Pakistan (10) Espagne (11) |
| Deuxième tour de la ligue mondiale de hockey sur gazon masculin 2014-2015 | 17 - 25 janvier 2015     | Singapour | 3      | Malaisie (12) Japon (16) Pologne (17)                                                                                                  |
| Deuxième tour de la ligue mondiale de hockey sur gazon masculin 2014-2015 | 28 février - 8 mars 2015 | San Diego | 3      | Irlande (14) Canada (15) Autriche (22)                                                                                                 |
| Deuxième tour de la ligue mondiale de hockey sur gazon masculin 2014-2015 | 7 - 15 mars 2015         | Le Cap    | 3      | France (18) Égypte (20) Chine (31) |
| Total                                                                     | Total                    | Total     | 20     | |

## Buenos Aires
Toutes les heures correspondent à l'heure d'Argentine (UTC-3).

### Arbitres
Voici les 11 arbitres nommés par la Fédération internationale de hockey sur gazon:
- Gabriel Labate
- Maximiliano Scala
- Murray Grime
- Bruce Bale
- Simon Taylor
- Kim Hong Laef
- Haider Rasool
- Deon Nel
- Jakub Mejzlik
- Lim Hong-Zhen
- Daniel Lopez Ramos

### Premier tour

#### Poule A
| Rang | Équipe           | J | V | N | P | BP | BC | Diff | Pts | Qualification             |
| ---- | ---------------- | - | - | - | - | -- | -- | ---- | --- | ------------------------- |
| 1    | Pays-Bas         | 4 | 3 | 1 | 0 | 14 | 4  | +10  | 10  | Quarts de finale          |
| 2    | Nouvelle-Zélande | 4 | 2 | 2 | 0 | 10 | 6  | +4   | 8   | Quarts de finale          |
| 3    | Corée du Sud     | 4 | 2 | 1 | 1 | 16 | 14 | +2   | 7   | Quarts de finale          |
| 4    | Japon            | 4 | 1 | 0 | 3 | 6  | 9  | -3   | 3   | Quarts de finale          |
| 5    | Égypte           | 4 | 0 | 0 | 4 | 4  | 17 | -13  | 0   | Neuvième et dixième place |

Source : FIH
En cas d'égalité de points de plusieurs équipes à l'issue des matchs de poule, les critères suivants sont appliqués dans l'ordre indiqué pour établir leur classement.
1. Points,
2. Différence de buts,
3. Buts marqués,
4. Face à face.

1re journée
| Match 1           | Nouvelle-Zélande                                | 4 - 1   | Égypte      |                                                                   |                                                                   |
| 3 juin 2015 14h00 | Russell 27e · Child 41e · Inglis 42e · Haig 60e | (1 - 0) | 57e Mamdouh | Arbitrage : Murray Grime Lim Hong-Zhen Arbitre vidéo : Bruce Bale | Arbitrage : Murray Grime Lim Hong-Zhen Arbitre vidéo : Bruce Bale |
| 3 juin 2015 14h00 | Rapport                                         |         |             | Arbitrage : Murray Grime Lim Hong-Zhen Arbitre vidéo : Bruce Bale | Arbitrage : Murray Grime Lim Hong-Zhen Arbitre vidéo : Bruce Bale |

| Match 2 | Corée du Sud                                | 4 - 2   | Japon                       |                                                               |                                                               |
| 16h00   | Lee N. 47e, 50e · Jang J. 48e · Hyun H. 53e | (0 - 0) | 37e Kitazato · 40e Sakamoto | Arbitrage : Haider Rasool Deon Nel Arbitre vidéo : Bruce Bale | Arbitrage : Haider Rasool Deon Nel Arbitre vidéo : Bruce Bale |
| 16h00   | Rapport                                     |         |                             | Arbitrage : Haider Rasool Deon Nel Arbitre vidéo : Bruce Bale | Arbitrage : Haider Rasool Deon Nel Arbitre vidéo : Bruce Bale |

Repos:  Pays-Bas

2e journée
| Match 5           | Nouvelle-Zélande       | 2 - 1   | Japon        |                                                                   |                                                                   |
| 4 juin 2015 14h00 | Edwards 4e · Child 15e | (2 - 0) | 59e Kitazato | Arbitrage : Bruce Bale Jakub Mejzlik Arbitre vidéo : Murray Grime | Arbitrage : Bruce Bale Jakub Mejzlik Arbitre vidéo : Murray Grime |
| 4 juin 2015 14h00 | Rapport                |         |              | Arbitrage : Bruce Bale Jakub Mejzlik Arbitre vidéo : Murray Grime | Arbitrage : Bruce Bale Jakub Mejzlik Arbitre vidéo : Murray Grime |

| Match 6 | Pays-Bas                                              | 4 - 0   | Égypte |                                                                   |                                                                   |
| 16h00   | De Voogd 26e, 58e · Van Ass 33e · Van der Weerden 51e | (1 - 0) |        | Arbitrage : Gabriel Labate Lim Hong-Zhen Arbitre vidéo : Deon Nel | Arbitrage : Gabriel Labate Lim Hong-Zhen Arbitre vidéo : Deon Nel |
| 16h00   | Rapport                                               |         |        | Arbitrage : Gabriel Labate Lim Hong-Zhen Arbitre vidéo : Deon Nel | Arbitrage : Gabriel Labate Lim Hong-Zhen Arbitre vidéo : Deon Nel |

Repos:  Corée du Sud

3e journée
| Match 9           | Pays-Bas                                                                                       | 6 - 2   | Corée du Sud            |                                                                        |                                                                        |
| 6 juin 2015 12h00 | Hofman 15e · Van der Weerden 22e · Hertzberger 31e · Bakker 45e · De Voogd 60e · Kemperman 60e | (2 - 0) | 50e Lee N. · 50e Nam H. | Arbitrage : Murray Grime Daniel Lopez Ramos Arbitre vidéo : Bruce Bale | Arbitrage : Murray Grime Daniel Lopez Ramos Arbitre vidéo : Bruce Bale |
| 6 juin 2015 12h00 | Rapport                                                                                        |         |                         | Arbitrage : Murray Grime Daniel Lopez Ramos Arbitre vidéo : Bruce Bale | Arbitrage : Murray Grime Daniel Lopez Ramos Arbitre vidéo : Bruce Bale |

| Match 10 | Japon                     | 2 - 0   | Égypte |                                                                           |                                                                           |
| 14h00    | Mitani 41e · Kayukawa 47e | (0 - 0) |        | Arbitrage : Maximiliano Scala Haider Rasool Arbitre vidéo : Jakub Mejzlik | Arbitrage : Maximiliano Scala Haider Rasool Arbitre vidéo : Jakub Mejzlik |
| 14h00    | Rapport                   |         |        | Arbitrage : Maximiliano Scala Haider Rasool Arbitre vidéo : Jakub Mejzlik | Arbitrage : Maximiliano Scala Haider Rasool Arbitre vidéo : Jakub Mejzlik |

Repos:  Nouvelle-Zélande

4e journée
| Match 13          | Corée du Sud                                                                      | 7 - 3   | Égypte                              |                                                                   |                                                                   |
| 7 juin 2015 12h00 | Nam H. 8e, 44e · Jang J. 13e · Lee N. 46e · Lee J. 50e · Kang M. 57e · You H. 58e | (2 - 2) | 8e Elhady · 26e Essam · 34e H. Atef | Arbitrage : Gabriel Labate Haider Rasool Arbitre vidéo : Deon Nel | Arbitrage : Gabriel Labate Haider Rasool Arbitre vidéo : Deon Nel |
| 7 juin 2015 12h00 | Rapport                                                                           |         |                                     | Arbitrage : Gabriel Labate Haider Rasool Arbitre vidéo : Deon Nel | Arbitrage : Gabriel Labate Haider Rasool Arbitre vidéo : Deon Nel |

| Match 14 | Pays-Bas        | 1 - 1   | Nouvelle-Zélande |                                                                   |                                                                   |
| 14h00    | Hertzberger 21e | (1 - 0) | 60e Haig         | Arbitrage : Murray Grime Jakub Mejzlik Arbitre vidéo : Bruce Bale | Arbitrage : Murray Grime Jakub Mejzlik Arbitre vidéo : Bruce Bale |
| 14h00    | Rapport         |         |                  | Arbitrage : Murray Grime Jakub Mejzlik Arbitre vidéo : Bruce Bale | Arbitrage : Murray Grime Jakub Mejzlik Arbitre vidéo : Bruce Bale |

Repos:  Japon

5e journée
| Match 18          | Pays-Bas                             | 3 - 1   | Japon        |                                                                          |                                                                          |
| 9 juin 2015 16h00 | Bakker 1e, 42e · Van der Weerden 49e | (1 - 1) | 6e Tachibana | Arbitrage : Maximiliano Scala Lim Hong-Zhen Arbitre vidéo : Murray Grime | Arbitrage : Maximiliano Scala Lim Hong-Zhen Arbitre vidéo : Murray Grime |
| 9 juin 2015 16h00 | Rapport                              |         |              | Arbitrage : Maximiliano Scala Lim Hong-Zhen Arbitre vidéo : Murray Grime | Arbitrage : Maximiliano Scala Lim Hong-Zhen Arbitre vidéo : Murray Grime |

| Match 19 | Nouvelle-Zélande                     | 3 - 3   | Corée du Sud                       |                                                               |                                                               |
| 18h00    | Inglis 17e · Burrows 34e · Child 45e | (1 - 2) | 4e Oh D. · 12e Kim Y. · 32e Nam H. | Arbitrage : Bruce Bale Jakub Mejzlik Arbitre vidéo : Deon Nel | Arbitrage : Bruce Bale Jakub Mejzlik Arbitre vidéo : Deon Nel |
| 18h00    | Rapport                              |         |                                    | Arbitrage : Bruce Bale Jakub Mejzlik Arbitre vidéo : Deon Nel | Arbitrage : Bruce Bale Jakub Mejzlik Arbitre vidéo : Deon Nel |

Repos:  Égypte

#### Poule B
| Rang | Équipe    | J | V | N | P | BP | BC | Diff | Pts | Qualification             |
| ---- | --------- | - | - | - | - | -- | -- | ---- | --- | ------------------------- |
| 1    | Argentine | 4 | 4 | 0 | 0 | 10 | 4  | +6   | 12  | Quarts de finale          |
| 2    | Allemagne | 4 | 3 | 0 | 1 | 21 | 5  | +16  | 9   | Quarts de finale          |
| 3    | Canada    | 4 | 2 | 0 | 2 | 7  | 13 | -6   | 6   | Quarts de finale          |
| 4    | Espagne   | 4 | 1 | 0 | 3 | 7  | 9  | -2   | 3   | Quarts de finale          |
| 5    | Autriche  | 4 | 0 | 0 | 4 | 1  | 15 | -14  | 0   | Neuvième et dixième place |

Source: FIH
En cas d'égalité de points de plusieurs équipes à l'issue des matchs de poule, les critères suivants sont appliqués dans l'ordre indiqué pour établir leur classement
1. Points,
2. Différence de buts,
3. Buts marqués,
4. Face à face.

1re journée
| Match 3           | Espagne                   | 2 - 3   | Canada                                      |                                                                     |                                                                     |
| 3 juin 2015 18h00 | Quemada 43e · Beltran 52e | (0 - 1) | 6e Johnston · 39e Kirkpatrick · 44e Noronha | Arbitrage : Simon Taylor Jakub Mejzlik Arbitre vidéo : Murray Grime | Arbitrage : Simon Taylor Jakub Mejzlik Arbitre vidéo : Murray Grime |
| 3 juin 2015 18h00 | Rapport                   |         |                                             | Arbitrage : Simon Taylor Jakub Mejzlik Arbitre vidéo : Murray Grime | Arbitrage : Simon Taylor Jakub Mejzlik Arbitre vidéo : Murray Grime |

| Match 4 | Argentine                              | 3 - 0   | Autriche |                                                                      |                                                                      |
| 20h00   | Ortiz 22e · Vila 45e · Della Torre 59e | (1 - 0) |          | Arbitrage : Kim Hong Lae Daniel Lopez Ramos Arbitre vidéo : Deon Nel | Arbitrage : Kim Hong Lae Daniel Lopez Ramos Arbitre vidéo : Deon Nel |
| 20h00   | Rapport                                |         |          | Arbitrage : Kim Hong Lae Daniel Lopez Ramos Arbitre vidéo : Deon Nel | Arbitrage : Kim Hong Lae Daniel Lopez Ramos Arbitre vidéo : Deon Nel |

Repos:  Allemagne

2e journée
| Match 7           | Canada                                   | 3 - 0   | Autriche |                                                                          |                                                                          |
| 4 juin 2015 18h00 | Pearson 29e · Noronha 44e · Sarmento 59e | (1 - 0) |          | Arbitrage : Maximiliano Scala Murray Grime Arbitre vidéo : Jakub Mejzlik | Arbitrage : Maximiliano Scala Murray Grime Arbitre vidéo : Jakub Mejzlik |
| 4 juin 2015 18h00 | Rapport                                  |         |          | Arbitrage : Maximiliano Scala Murray Grime Arbitre vidéo : Jakub Mejzlik | Arbitrage : Maximiliano Scala Murray Grime Arbitre vidéo : Jakub Mejzlik |

| Match 8 | Allemagne                                        | 4 - 1   | Espagne      |                                                              |                                                              |
| 20h00   | Fürste 13e · Butt 36e · Grambusch 38e · Rühr 44e | (1 - 0) | 56e Iglesias | Arbitrage : Simon Taylor Deon Nel Arbitre vidéo : Bruce Bale | Arbitrage : Simon Taylor Deon Nel Arbitre vidéo : Bruce Bale |
| 20h00   | Rapport                                          |         |              | Arbitrage : Simon Taylor Deon Nel Arbitre vidéo : Bruce Bale | Arbitrage : Simon Taylor Deon Nel Arbitre vidéo : Bruce Bale |

Repos:  Argentine

3e journée
| Match 11          | Allemagne                                                       | 5 - 0   | Autriche |                                                                |                                                                |
| 6 juin 2015 16h00 | Wellen 11e · Deecke 40e · Zeller 50e · Rühr 55e · Grambusch 59e | (1 - 0) |          | Arbitrage : Kim Hong Lae Deon Nel Arbitre vidéo : Simon Taylor | Arbitrage : Kim Hong Lae Deon Nel Arbitre vidéo : Simon Taylor |
| 6 juin 2015 16h00 | Rapport                                                         |         |          | Arbitrage : Kim Hong Lae Deon Nel Arbitre vidéo : Simon Taylor | Arbitrage : Kim Hong Lae Deon Nel Arbitre vidéo : Simon Taylor |

| Match 12 | Argentine                 | 2 - 1   | Canada      |                                                                   |                                                                   |
| 18h00    | Gilardi 20e · Peillat 45e | (1 - 1) | 29e Panesar | Arbitrage : Simon Taylor Jakub Mejzlik Arbitre vidéo : Bruce Bale | Arbitrage : Simon Taylor Jakub Mejzlik Arbitre vidéo : Bruce Bale |
| 18h00    | Rapport                   |         |             | Arbitrage : Simon Taylor Jakub Mejzlik Arbitre vidéo : Bruce Bale | Arbitrage : Simon Taylor Jakub Mejzlik Arbitre vidéo : Bruce Bale |

Repos:  Espagne

4e journée
| 7 juin 2015 | Espagne                                  | 4 - 1   | Autriche |  |  |
| 16h00       | Quemada 6e, 43e · Mir 17e · Lleonart 29e | (3 - 1) | 26e Uher |  |  |
| 16h00       | Rapport                                  |         |          |  |  |

| 7 juin 2015 | Argentine                                  | 4 - 3   | Allemagne                          |  |  |
| 18h00       | Ibarra 8e · Gilardi 13e · Peillat 53e, 58e | (2 - 2) | 21e Fuchs · 24e Zeller · 54e Hauke |  |  |
| 18h00       | Rapport                                    |         |                                    |  |  |

Repos:  Canada

5e journée
| 9 juin 2015 | Allemagne                                                                                     | 9 - 0   | Canada |  |  |
| 14h00       | Fuchs 3e, 4e · Rühr 6e, 45e · Wellen 7e · Grambusch 29e · Fürste 36e · Hauke 38e · Zeller 49e | (5 - 0) |        |  |  |
| 14h00       | Rapport                                                                                       |         |        |  |  |

| 9 juin 2015 | Argentine    | 1 - 0   | Espagne |  |  |
| 20h00       | Callioni 57e | (0 - 0) |         |  |  |
| 20h00       | Rapport      |         |         |  |  |

Repos:  Autriche

### Phase finale
|  | Quarts de finale | Quarts de finale |           |          | Demi-finales           | Demi-finales |  |  | Finale | Finale |
|  | Quarts de finale | Quarts de finale |           |          | Demi-finales           | Demi-finales |  |  | Finale | Finale |
|  |                  |                  |           |          |                        |              |  |  |        |        |
|  |                  |                  |           |          |                        |              |  |  |        |        |
|  |                  |                  |           |          |                        |              |  |  |        |        |
|  | Argentine        | 2                |           |          |                        |              |  |  |        |        |
|  | Argentine        | 2                |           |          |                        |              |  |  |        |        |
|  | Japon            | 1                |           |          |                        |              |  |  |        |        |
|  | Japon            | 1                | Argentine | 3        |                        |              |  |  |        |        |
|  |                  |                  | Argentine | 3        |                        |              |  |  |        |        |
|  |                  | Canada           | 0         |          |                        |              |  |  |        |        |
|  | Nouvelle-Zélande | Canada           | 0         | 0 (7)    |                        |              |  |  |        |        |
|  | Nouvelle-Zélande |                  |           | 0 (7)    |                        |              |  |  |        |        |
|  | Canada           | 0 (8)            |           |          |                        |              |  |  |        |        |
|  | Canada           | 0 (8)            | Argentine | 1        |                        |              |  |  |        |        |
|  |                  |                  | Argentine | 1        |                        |              |  |  |        |        |
|  |                  | Allemagne        | 4         |          |                        |              |  |  |        |        |
|  | Pays-Bas         | Allemagne        | 4         | 3        |                        |              |  |  |        |        |
|  | Pays-Bas         |                  |           | 3        |                        |              |  |  |        |        |
|  | Espagne          | 1                |           |          |                        |              |  |  |        |        |
|  | Espagne          | 1                | Pays-Bas  | 1        |                        |              |  |  |        |        |
|  |                  |                  | Pays-Bas  | 1        | Match pour la 3e place |              |  |  |        |        |
|  |                  | Allemagne        | 2         |          |                        |              |  |  |        |        |
|  | Allemagne        | Allemagne        | 2         | 2        |                        |              |  |  |        |        |
|  | Allemagne        |                  |           | 2        |                        |              |  |  |        |        |
|  | Corée du Sud     | 0                |           | Pays-Bas | 6                      |              |  |  |        |        |
|  | Corée du Sud     | 0                |           | Pays-Bas | 6                      |              |  |  |        |        |
|  |                  |                  |           |          |                        |              |  |  | Canada | 0      |
|  |                  |                  |           |          |                        |              |  |  | Canada | 0      |

|  | 5e - 8e place    | 5e - 8e place |                  |       | 5e place | 5e place |
|  | 5e - 8e place    | 5e - 8e place |                  |       | 5e place | 5e place |
|  |                  |               |                  |       |          |          |
|  |                  |               |                  |       |          |          |
|  |                  |               |                  |       |          |          |
|  | Nouvelle-Zélande | 4             |                  |       |          |          |
|  | Nouvelle-Zélande | 4             |                  |       |          |          |
|  | Japon            | 1             |                  |       |          |          |
|  | Japon            | 1             | Nouvelle-Zélande | 1     |          |          |
|  |                  |               | Nouvelle-Zélande | 1     |          |          |
|  |                  | Espagne       | 3                |       |          |          |
|  | Corée du Sud     | Espagne       | 3                | 2 (2) |          |          |
|  | Corée du Sud     |               |                  | 2 (2) |          |          |
|  | Espagne          | 2 (4)         |                  |       |          |          |
|  | Espagne          | 2 (4)         | 7e place         |       |          |          |
|  |                  |               |                  |       |          |          |
|  |                  |               |                  |       |          |          |
|  |                  |               |                  |       |          |          |
|  | Corée du Sud     | 1             |                  |       |          |          |
|  | Corée du Sud     | 1             |                  |       |          |          |
|  | Japon            | 0             |                  |       |          |          |
|  | Japon            | 0             |                  |       |          |          |

#### Quarts de finale
| 11 juin 2015 | Allemagne               | 2 - 0   | Corée du Sud |  |  |
| 12h30        | Wellen 38e · Fürste 45e | (0 - 0) |              |  |  |
| 12h30        | Rapport                 |         |              |  |  |

| 11 juin 2015 | Pays-Bas                                            | 3 - 1   | Espagne     |  |  |
| 15h00        | Van der Schoot 7e · Van der Weerden 28e · Verga 58e | (2 - 0) | 46e Quemada |  |  |
| 15h00        | Rapport                                             |         |             |  |  |

| 11 juin 2015 | Nouvelle-Zélande | 0 - 0             | Canada |  |  |
| 17h30        | | (0 - 0)           | |  |  |
| 17h30        | Rapport |                   | |  |  |
| 17h30        | Inglis · Hilton · Edwards · Archibald · Child · Inglis · Edwards · Hilton · Archibald · Child · Inglis · Edwards · Hilton · Archibald | Tirs au but 7 - 8 | Pearson · Tupper · Froese · Panesar · Johnston · Pearson · Johnston · Panesar · Froese · Tupper · Pearson · Johnston · Panesar · Froese |  |  |

| 11 juin 2015 | Argentine                | 2 - 1   | Japon         |  |  |
| 20h00        | Paredes 7e · Peillat 52e | (1 - 0) | 53e Tachibana |  |  |
| 20h00        | Rapport                  |         |               |  |  |

#### Demi-finales
| 13 juin 2015 | Corée du Sud                      | 2 - 2             | Espagne                               |  |  |
| 10h30        | Oh D. 21e · Lee N. 51e            | (1 - 0)           | 48e, 60e Quemada                      |  |  |
| 10h30        | Rapport                           |                   |                                       |  |  |
| 10h30        | You H. · Lee N. · Lee D. · Lee J. | Tirs au but 2 - 4 | Piera · Salles · Pérez-Pla · Lleonart |  |  |

| 13 juin 2015 | Nouvelle-Zélande                                       | 4 - 1   | Japon      |  |  |
| 13h00        | Jenness 16e · McAleese 46e · Hayward 49e · Edwards 60e | (1 - 0) | 58e Mitani |  |  |
| 13h00        | Rapport                                                |         |            |  |  |

| 13 juin 2015 | Argentine                             | 3 - 0   | Canada |  |  |
| 15h30        | Peillat 14e · Gilardi 23e · Ortiz 42e | (2 - 0) |        |  |  |
| 15h30        | Rapport                               |         |        |  |  |

| 13 juin 2015 | Pays-Bas        | 1 - 2   | Allemagne              |  |  |
| 18h00        | Hertzberger 44e | (0 - 0) | 45e Fuchs · 52e Deecke |  |  |
| 18h00        | Rapport         |         |                        |  |  |

#### Match de classement final
| 11 juin 2015 | Égypte                                         | 2 - 2             | Autriche                                        |  |  |
| 10h00        | H. Atef 2e, 57e                                | (1 - 2)           | 6e Körper · 30e A. Bele                         |  |  |
| 10h00        | Rapport                                        |                   |                                                 |  |  |
| 10h00        | K. Atef · Mansour · El-Naggar · Sayed · Elhady | Tirs au but 4 - 3 | Stanzl · Rudofsky · Uher · Eitenberger · Körper |  |  |

| 14 juin 2015 | Corée du Sud | 1 - 0   | Japon |  |  |
| 10h30        | You H. 20e   | (1 - 0) |       |  |  |
| 10h30        | Rapport      |         |       |  |  |

| 14 juin 2015 | Nouvelle-Zélande | 1 - 3   | Espagne                             |  |  |
| 13h00        | Child 13e        | (1 - 1) | 26e Beltrán · 31e Dabanch · 56e Mir |  |  |
| 13h00        | Rapport          |         |                                     |  |  |

| 14 juin 2015 | Pays-Bas                                                                              | 6 - 0   | Canada |  |  |
| 15h30        | Jonker 2e, 53e · Bakker 17e · Van der Weerden 26e · Kemperman 34e · Van der Horst 40e | (3 - 0) |        |  |  |
| 15h30        | Rapport                                                                               |         |        |  |  |

| 14 juin 2015 | Argentine   | 1 - 4   | Allemagne                             |  |  |
| 18h00        | Gilardi 39e | (0 - 1) | 4e, 44e Rühr · 34e Wellen · 60e Fuchs |  |  |
| 18h00        | Rapport     |         |                                       |  |  |

## Anvers

### Équipes qualifiées
| Événement                                                                 | Dates                    | Lieu               | Qualifiés                               | Rang FIH | Poule |
| ------------------------------------------------------------------------- | ------------------------ | ------------------ | --------------------------------------- | -------- | ----- |
| Pays hôte                                                                 | Pays hôte                | Pays hôte          | Belgique                                | 4        | B     |
| Classement mondial                                                        | Classement mondial       | Classement mondial | Australie Grande-Bretagne Inde Pakistan | 1 5 9 10 | A B A |
| Deuxième tour de la ligue mondiale de hockey sur gazon masculin 2014-2015 | 17 - 25 janvier 2015     | Singapour          | Malaisie Pologne                        | 12 17    | B A   |
| Deuxième tour de la ligue mondiale de hockey sur gazon masculin 2014-2015 | 28 février - 8 mars 2015 | San Diego          | Irlande                                 | 14       | B     |
| Deuxième tour de la ligue mondiale de hockey sur gazon masculin 2014-2015 | 7 - 15 mars 2015         | Le Cap             | France Chine                            | 18 31    | A B   |

### Phase de poules
Toutes les heures correspondent à l'heure d'été d'Europe centrale (UTC+2)

#### Poule A - Classement
| Rang | Équipe    | Pts | J | V | N | D | BP | BC | Diff |
| ---- | --------- | --- | - | - | - | - | -- | -- | ---- |
| 1    | Australie | 12  | 4 | 4 | 0 | 0 | 26 | 3  | +23  |
| 2    | Inde      | 7   | 4 | 2 | 1 | 1 | 10 | 10 | 0    |
| 3    | Pakistan  | 5   | 4 | 1 | 2 | 1 | 7  | 11 | -4   |
| 4    | France    | 4   | 4 | 1 | 1 | 2 | 8  | 16 | -8   |
| 5    | Pologne   | 0   | 4 | 0 | 0 | 4 | 2  | 13 | -11  |

|  | Qualifiés pour la phase finale (no 1, no 2, no 3, no 4)            |
|  | Qualifié pour le match pour le match pour la neuvième place (no 5) |

Source: FIH
En cas d'égalité de points de plusieurs équipes à l'issue des matchs de poule, les critères suivants sont appliqués dans l'ordre indiqué pour établir leur classement:
1. Points,
2. Différence de buts,
3. Buts marqués,
4. Face à face.

#### Poule A - Résultats
| 20 juin 2015 | Inde                                        | 3 - 2   | France                         |  |  |
| 18h00        | Manpreet 27e · Devindar 29e · Ramandeep 59e | (2 - 1) | 3e Sanchez · 43e Martin-Brisac |  |  |
| 18h00        | Rapport                                     |         |                                |  |  |

| 20 juin 2015 | Pakistan                             | 2 - 1   | Pologne        |  |  |
| 20h00        | Muhammad Ir. 4e · Muhammad Waqas 54e | (1 - 0) | 51e Bratkowski |  |  |
| 20h00        | Rapport                              |         |                |  |  |

| 21 juin 2015 | Australie | 10 - 0  | France |  |  |
| 18h00        | K. Govers 3e, 20e · Ockenden 10e, 53e · Dwyer 12e · Gohdes 13e · Orchard 19e · Whetton 34e · B. Govers 45e, 54e | (6 - 0) |        |  |  |
| 18h00        | Rapport |         |        |  |  |

| 23 juin 2015 | Inde                                   | 3 - 0   | Pologne |  |  |
| 16h00        | Yuvraj 23e · Sardar 42e · Devindar 52e | (1 - 0) |         |  |  |
| 16h00        | Rapport                                |         |         |  |  |

| 24 juin 2015 | Pologne        | 1 - 4   | France                                           |  |  |
| 14h00        | Wejezowski 45e | (0 - 1) | 25e H. Genestet · 43e, 58e Charlet · 56e Kieffer |  |  |
| 14h00        | Rapport        |         |                                                  |  |  |

| 24 juin 2015 | Australie                                                           | 6 - 1   | Pakistan         |  |  |
| 20h00        | Whetton 9e · Beale 32e · Swann 42e · Dwyer 49e · B. Govers 54e, 58e | (1 - 1) | 13e Muhammad Ir. |  |  |
| 20h00        | Rapport                                                             |         |                  |  |  |

| 26 juin 2015 | Inde               | 2 - 2   | Pakistan              |  |  |
| 16h00        | Ramandeep 13e, 39e | (1 - 1) | 23e, 37e Muhammad Im. |  |  |
| 16h00        | Rapport            |         |                       |  |  |

| 26 juin 2015 | Australie                                                 | 4 - 0   | Pologne |  |  |
| 20h00        | K. Govers 10e · Whetton 32e · B. Govers 52e · Orchard 57e | (1 - 0) |         |  |  |
| 20h00        | Rapport                                                   |         |         |  |  |

| 28 juin 2015 | Pakistan                             | 2 - 2   | France                         |  |  |
| 12h00        | Muhammad Waqas 36e · Muhammad D. 45e | (0 - 1) | 21e Martin-Brisac · 38e Masson |  |  |
| 12h00        | Rapport                              |         |                                |  |  |

| 28 juin 2015 | Australie                                                        | 6 - 2   | Inde                         |  |  |
| 16h00        | Zalewski 8e · Dwyer 14e · Ciriello 26e, 33e, 41e · K. Govers 42e | (3 - 0) | 34e Birendra · 51e Ramandeep |  |  |
| 16h00        | Rapport                                                          |         |                              |  |  |

#### Poule B - Classement
| Rang | Équipe          | Pts | J | V | N | D | BP | BC | Diff |
| ---- | --------------- | --- | - | - | - | - | -- | -- | ---- |
| 1    | Belgique        | 10  | 4 | 3 | 1 | 0 | 12 | 3  | +9   |
| 2    | Grande-Bretagne | 8   | 4 | 2 | 2 | 0 | 15 | 6  | +9   |
| 3    | Malaisie        | 6   | 4 | 2 | 0 | 2 | 8  | 9  | -1   |
| 4    | Irlande         | 4   | 4 | 1 | 1 | 2 | 11 | 8  | +3   |
| 5    | Chine           | 0   | 4 | 0 | 0 | 4 | 3  | 23 | -20  |

|  | Qualifiés pour la phase finale (no 1, no 2, no 3, no 4)            |
|  | Qualifié pour le match pour le match pour la neuvième place (no 5) |

Source: FIH
En cas d'égalité de points de plusieurs équipes à l'issue des matchs de poule, les critères suivants sont appliqués dans l'ordre indiqué pour établir leur classement:
1. Points,
2. Différence de buts,
3. Buts marqués,
4. Face à face.

#### Poule B - Résultats
| 21 juin 2015 | Malaisie                                 | 3 - 2   | Chine                       |  |  |
| 12h00        | Faizal 18e · Muhammad S. 30e · Razie 53e | (2 - 0) | 38e Guo X. · 54e Zhixuan Z. |  |  |
| 12h00        | Rapport                                  |         |                             |  |  |

| 21 juin 2015 | Belgique                 | 2 - 2   | Grande-Bretagne             |  |  |
| 16h00        | Dohmen 19e · Dockier 48e | (1 - 1) | 23e Middleton · 32e Brogdon |  |  |
| 16h00        | Rapport                  |         |                             |  |  |

| 23 juin 2015 | Grande-Bretagne             | 2 - 2   | Irlande                |  |  |
| 12h00        | Middleton 5e · Griffiths 8e | (2 - 1) | 19e Good · 36e Jackson |  |  |
| 12h00        | Rapport                     |         |                        |  |  |

| 23 juin 2015 | Belgique                                                        | 6 - 0   | Chine |  |  |
| 18h00        | Thiery 15e · Keusters 20e, 29e, 50e · Gougnard 49e · Briels 54e | (3 - 0) |       |  |  |
| 18h00        | Rapport                                                         |         |       |  |  |

| 25 juin 2015 | Malaisie                                       | 4 - 2   | Irlande                     |  |  |
| 14h00        | Izwan Firdaus 13e, 55e · Razie 16e · Sukri 39e | (2 - 2) | 14e Caruth · 19e O'Donoghue |  |  |
| 14h00        | Rapport                                        |         |                             |  |  |

| 25 juin 2015 | Grande-Bretagne                                                                 | 8 - 1   | Chine     |  |  |
| 16h00        | Catlin 4e, 55e · Ward 18e, 43e · Gleghorne 23e, 36e · Jackson 38e · Brogdon 42e | (3 - 1) | 26e Li Z. |  |  |
| 16h00        | Rapport                                                                         |         |           |  |  |

| 26 juin 2015 | Irlande                                                     | 6 - 0   | Chine |  |  |
| 14h00        | Sothern (2x)19e, 33e · Caruth 22e · Gormley 32e · Dowds 38e | (3 - 0) |       |  |  |
| 14h00        | Rapport                                                     |         |       |  |  |

| 26 juin 2015 | Belgique                  | 2 - 0   | Malaisie |  |  |
| 18h00        | Thiery 38e · Gougnard 39e | (0 - 0) |          |  |  |
| 18h00        | Rapport                   |         |          |  |  |

| 28 juin 2015 | Grande-Bretagne                     | 3 - 1   | Malaisie        |  |  |
| 14h00        | Condon 31e · Jackson 49e · Ward 50e | (0 - 1) | 14e Muhammad S. |  |  |
| 14h00        | Rapport                             |         |                 |  |  |

| 28 juin 2015 | Belgique                  | 2 - 1   | Irlande        |  |  |
| 18h00        | Luypaert 19e · Dohmen 60e | (1 - 1) | 23e O'Donoghue |  |  |
| 18h00        | Rapport                   |         |                |  |  |

### Phase finale
|  | Quarts de finale | Quarts de finale |           |                 | Demi-finales           | Demi-finales |  |  | Finale | Finale |
|  | Quarts de finale | Quarts de finale |           |                 | Demi-finales           | Demi-finales |  |  | Finale | Finale |
|  |                  |                  |           |                 |                        |              |  |  |        |        |
|  |                  |                  |           |                 |                        |              |  |  |        |        |
|  |                  |                  |           |                 |                        |              |  |  |        |        |
|  | Belgique         | 5                |           |                 |                        |              |  |  |        |        |
|  | Belgique         | 5                |           |                 |                        |              |  |  |        |        |
|  | France           | 4                |           |                 |                        |              |  |  |        |        |
|  | France           | 4                | Belgique  | 4               |                        |              |  |  |        |        |
|  |                  |                  | Belgique  | 4               |                        |              |  |  |        |        |
|  |                  | Inde             | 0         |                 |                        |              |  |  |        |        |
|  | Inde             | Inde             | 0         | 3               |                        |              |  |  |        |        |
|  | Inde             |                  |           | 3               |                        |              |  |  |        |        |
|  | Malaisie         | 2                |           |                 |                        |              |  |  |        |        |
|  | Malaisie         | 2                | Belgique  | 0               |                        |              |  |  |        |        |
|  |                  |                  | Belgique  | 0               |                        |              |  |  |        |        |
|  |                  | Australie        | 1         |                 |                        |              |  |  |        |        |
|  | Australie        | Australie        | 1         | 4               |                        |              |  |  |        |        |
|  | Australie        |                  |           | 4               |                        |              |  |  |        |        |
|  | Irlande          | 1                |           |                 |                        |              |  |  |        |        |
|  | Irlande          | 1                | Australie | 3               |                        |              |  |  |        |        |
|  |                  |                  | Australie | 3               | Match pour la 3e place |              |  |  |        |        |
|  |                  | Grande-Bretagne  | 1         |                 |                        |              |  |  |        |        |
|  | Grande-Bretagne  | Grande-Bretagne  | 1         | 2               |                        |              |  |  |        |        |
|  | Grande-Bretagne  |                  |           | 2               |                        |              |  |  |        |        |
|  | Pakistan         | 1                |           | Grande-Bretagne | 5                      |              |  |  |        |        |
|  | Pakistan         | 1                |           | Grande-Bretagne | 5                      |              |  |  |        |        |
|  |                  |                  |           |                 |                        |              |  |  | Inde   | 1      |
|  |                  |                  |           |                 |                        |              |  |  | Inde   | 1      |

|  | Demi-finales pour la cinquième place | Demi-finales pour la cinquième place |          |   | 5e place | 5e place |
|  | Demi-finales pour la cinquième place | Demi-finales pour la cinquième place |          |   | 5e place | 5e place |
|  |                                      |                                      |          |   |          |          |
|  |                                      |                                      |          |   |          |          |
|  |                                      |                                      |          |   |          |          |
|  | Pakistan                             | 0                                    |          |   |          |          |
|  | Pakistan                             | 0                                    |          |   |          |          |
|  | Irlande                              | 1                                    |          |   |          |          |
|  | Irlande                              | 1                                    | Malaisie | 1 |          |          |
|  |                                      |                                      | Malaisie | 1 |          |          |
|  |                                      | Irlande                              | 4        |   |          |          |
|  | Malaisie                             | Irlande                              | 4        | 4 |          |          |
|  | Malaisie                             |                                      |          | 4 |          |          |
|  | France                               | 1                                    |          |   |          |          |
|  | France                               | 1                                    | 7e place |   |          |          |
|  |                                      |                                      |          |   |          |          |
|  |                                      |                                      |          |   |          |          |
|  |                                      |                                      |          |   |          |          |
|  | Pakistan                             | 1                                    |          |   |          |          |
|  | Pakistan                             | 1                                    |          |   |          |          |
|  | France                               | 2                                    |          |   |          |          |
|  | France                               | 2                                    |          |   |          |          |

| Pologne | 4 |
| Chine   | 2 |

#### Quarts de finale
| 1er juillet 2015 | Australie                                            | 4 - 1   | Irlande        |  |  |
| 13h00            | Gohdes 22e · Dwyer 45e · Orchard 55e · B. Govers 55e | (1 - 0) | 57e O'Donoghue |  |  |
| 13h00            | Rapport                                              |         |                |  |  |

| 1er juillet 2015 | Grande-Bretagne           | 2 - 1   | Pakistan |  |  |
| 15h30            | Griffiths 4e · Brogdon 9e | (2 - 0) | 48e Umar |  |  |
| 15h30            | Rapport                   |         |          |  |  |

| 1er juillet 2015 | Inde                              | 3 - 2   | Malaisie                |  |  |
| 18h00            | Satbir 3e · Jasjit Singh 49e, 56e | (1 - 2) | 15e Razie · 23e Shahril |  |  |
| 18h00            | Rapport                           |         |                         |  |  |

| 1er juillet 2015 | Belgique                                                             | 5 - 4   | France                                          |  |  |
| 20h30            | Van Aubel 1e · Dockier 15e · Stockbroekx 33e · Dohmen 42e · Boon 46e | (2 - 2) | 26e, 54e M. Genestet · 30e Kieffer · 45e Coisne |  |  |
| 20h30            | Rapport                                                              |         |                                                 |  |  |

#### Demi-finales
| 3 juillet 2015 | Pakistan | 0 - 1   | Irlande     |  |  |
| 13h00          |          | (0 - 0) | 46e Sothern |  |  |
| 13h00          | Rapport  |         |             |  |  |

| 3 juillet 2015 | Malaisie                                             | 4 - 1   | France      |  |  |
| 15h30          | Muhammad S. 19e · Azuan 37e · Faisal 47e · Razie 57e | (1 - 1) | 18e Kieffer |  |  |
| 15h30          | Rapport                                              |         |             |  |  |

| 3 juillet 2015 | Belgique                           | 4 - 0   | Inde |  |  |
| 18h30          | Van Aubel 2e, 41e, 53e · Cosyns 8e | (2 - 0) |      |  |  |
| 18h30          | Rapport                            |         |      |  |  |

| 3 juillet 2015 | Australie                               | 3 - 1   | Grande-Bretagne |  |  |
| 21h00          | B. Govers 28e · Beale 38e · Whetton 51e | (1 - 0) | 36e Catlin      |  |  |
| 21h00          | Rapport                                 |         |                 |  |  |

#### Match de classement final
| 1er juillet 2015 | Pologne                                                  | 4 - 2   | Chine                  |  |  |
| 10h30            | Żywiczka 5e · Hulbój 30e · Majchrzak 33e · Wachowiak 44e | (2 - 2) | 20e Guo X. · 25e Du C. |  |  |
| 10h30            | Rapport                                                  |         |                        |  |  |

| 5 juillet 2015 | Pakistan   | 1 - 2   | France                              |  |  |
| 10h30          | Toseeq 48e | (0 - 2) | 13e Martin-Brisac · 30e H. Genestet |  |  |
| 10h30          | Rapport    |         |                                     |  |  |

| 5 juillet 2015 | Malaisie | 1 - 4   | Irlande                                         |  |  |
| 13h00          | Faiz 55e | (0 - 2) | 5e Good · 8e Caruth · 40e Sothern · 60e Darling |  |  |
| 13h00          | Rapport  |         |                                                 |  |  |

| 5 juillet 2015 | Grande-Bretagne                                                       | 5 - 1   | Inde         |  |  |
| 15h30          | Brogdon 11e · Griffiths 27e · Jackson 37e · Dixon 42e · Middleton 44e | (2 - 0) | 60e Rupinder |  |  |
| 15h30          | Rapport                                                               |         |              |  |  |

| 5 juillet 2015 | Belgique | 0 - 1   | Australie    |  |  |
| 18h00          |          | (0 - 0) | 60e Ciriello |  |  |
| 18h00          | Rapport  |         |              |  |  |

### Classement final
| Rang | Équipe          | Pts | J | V | N | P | BP | BC | Diff |
| ---- | --------------- | --- | - | - | - | - | -- | -- | ---- |
| 1    | Australie       | 21  | 7 | 7 | 0 | 0 | 34 | 5  | +29  |
| 2    | Belgique        | 16  | 7 | 5 | 1 | 1 | 21 | 8  | +13  |
| 3    | Grande-Bretagne | 14  | 7 | 4 | 2 | 1 | 23 | 11 | +12  |
| 4    | Inde            | 10  | 7 | 3 | 1 | 3 | 14 | 21 | -7   |
| 5    | Irlande         | 10  | 7 | 3 | 1 | 3 | 17 | 13 | +4   |
| 6    | Malaisie        | 9   | 7 | 3 | 0 | 4 | 15 | 17 | -2   |
| 7    | France          | 7   | 7 | 2 | 1 | 4 | 15 | 26 | -11  |
| 8    | Pakistan        | 5   | 7 | 1 | 2 | 4 | 9  | 16 | -7   |
| 9    | Pologne         | 3   | 5 | 1 | 0 | 4 | 6  | 15 | -9   |
| 10   | Chine           | 0   | 5 | 0 | 0 | 5 | 5  | 27 | -22  |

## Classement global
| Rang                          | Équipe           | Groupe       | Pts | J | V | N | P | BP | BC | Diff |
| ----------------------------- | ---------------- | ------------ | --- | - | - | - | - | -- | -- | ---- |
| 1                             | Australie        | Anvers       | 21  | 7 | 7 | 0 | 0 | 34 | 5  | +29  |
| 2                             | Allemagne        | Buenos Aires | 18  | 7 | 6 | 0 | 1 | 29 | 7  | +22  |
| 3                             | Argentine        | Buenos Aires | 18  | 7 | 6 | 0 | 1 | 16 | 9  | +7   |
| 4                             | Belgique         | Anvers       | 16  | 7 | 5 | 1 | 1 | 21 | 8  | +13  |
| 5                             | Pays-Bas         | Buenos Aires | 16  | 7 | 5 | 1 | 1 | 24 | 7  | +17  |
| 6                             | Grande-Bretagne  | Anvers       | 14  | 7 | 4 | 2 | 1 | 23 | 11 | +12  |
| 7                             | Inde             | Anvers       | 10  | 7 | 3 | 1 | 3 | 14 | 21 | -7   |
| 8                             | Canada           | Buenos Aires | 7   | 7 | 2 | 1 | 4 | 7  | 22 | -15  |
| Éliminés de la ligue mondiale |                  |              |     |   |   |   |   |    |    |      |
| 9                             | Irlande          | Anvers       | 10  | 7 | 3 | 1 | 3 | 17 | 13 | +4   |
| 10                            | Espagne          | Buenos Aires | 7   | 7 | 2 | 1 | 4 | 13 | 15 | -2   |
| 11                            | Nouvelle-Zélande | Buenos Aires | 12  | 7 | 3 | 3 | 1 | 15 | 10 | +5   |
| 12                            | Malaisie         | Anvers       | 9   | 7 | 3 | 0 | 4 | 15 | 17 | -2   |
| 13                            | Corée du Sud     | Buenos Aires | 11  | 7 | 3 | 2 | 2 | 19 | 18 | +1   |
| 14                            | France           | Anvers       | 7   | 7 | 2 | 1 | 4 | 15 | 26 | -11  |
| 15                            | Pakistan         | Anvers       | 5   | 7 | 1 | 2 | 4 | 9  | 16 | -7   |
| 16                            | Japon            | Buenos Aires | 3   | 7 | 1 | 0 | 6 | 8  | 16 | -8   |
| 17                            | Pologne          | Anvers       | 3   | 5 | 1 | 0 | 4 | 6  | 15 | -9   |
| 18                            | Égypte           | Buenos Aires | 1   | 5 | 0 | 1 | 4 | 6  | 19 | -13  |
| 19                            | Autriche         | Buenos Aires | 1   | 5 | 0 | 1 | 4 | 3  | 17 | -14  |
| 20                            | Chine            | Anvers       | 0   | 5 | 0 | 0 | 5 | 5  | 27 | -22  |

 Champions continentaux
 Qualifiés par la Ligue mondiale de hockey sur gazon